# Monastère de Phodong
Le monastère de Phodong (ou Phodang) est un monastère bouddhiste du Sikkim, en Inde . Il est situé à 28 kilomètres de Gangtok.  Il a été construit au début du XVIIIe siècle, mais un ancien monastère avait préexisté l'actuel. 
Le 9e Karmapa a été invité par le roi de Sikkim, où il a fondé trois monastères : Rumtek, l'un des plus importants monastères de la lignée Karma Kagyu, école de bouddhisme tibétain, Phodong et Ralang. 
Phodong a été construit en 1740. Le 9e Karmapa a envoyé une statue en bronze de Bouddha de 15 cm emplie de prières et de bénédictions de Tsourphou au Sikkim. Il a été consacré à Phodong en 1851.
Il a été reconstruit par Sidkéong Tulku Namgyal, qui a été reconnu comme la réincarnation de son oncle, Sidkéong Namgyal, l'abbé du monastère. La ligne devait se poursuivre par Palden Thondup Namgyal. 
Le monastère a une résidence d'environ 260 moines et a une nombreuse collection de peintures murales anciennes.

## Film documentaire
En 1992, sort un documentaire intitulé Alexandra David-Néel : du Sikkim au Tibet interdit, réalisé par Antoine de Maximy et Jeanne Mascolo de Filippis. Il suit le voyage que Marie-Madeleine Peyronnet entreprit afin de restituer au monastère de Phodong une statuette sacrée qui avait été prêtée à Alexandra David-Néel jusqu'à sa mort.